# Papilio pilumnus
Papilio pilumnus là một loài bướm thuộc họ Bướm phượng (Papilionidae). 
Loài Papilio pilumnus được mô tả năm 1836 bởi Boisduval. Loài bướm Papilio pilumnus sinh sống ở .